# Boninduif
De boninduif (Columba versicolor) is een uitgestorven vogel uit de familie van duiven (Columbidae), die endemisch voorkwam op Nakodo-jima en Chichi-jima op de Ogasawara-eilanden, ten zuiden van Japan. Hij is bekend van vier geregistreerde exemplaren, de eerste uit 1827 en de laatste uit 1889. Ze waren gemiddeld 45 centimeter lang. Deze duif stierf eind 19e eeuw uit als gevolg van ontbossing, jacht en predatie door geïntroduceerde ratten en katten. Van deze duif zijn vier specimens die in musea in Frankfurt, Sint-Petersburg en Tring worden bewaard. Deze duif kwam voor op de Bonin-eilanden (Japan). De laatste waarnemingen dateren uit 1889. 

## Beschrijving
De Boninduif was een middelgrote duif, met een gemiddelde lengte van 45 centimeter. De bovenste delen van het lichaam van de duif waren grijszwart met iriserende vlekken, behalve op de vleugel en de staart. De kroon had een groenpaarse iriserende kleur, de mantel tot aan de stuit een iriserende reflectie van violet, amethist en turkoois. Schoudergordel en de mantel waren glanzend goudgroen met bronzen reflecties; de vleugeldekveren waren donker turkoois groen met een diepblauwe weerschijn. De bovenste dekveren was breed getipt met goudgroen; borst tot buik waren omzoomd met diepgroene en violette iriserende kleuren, het sterkst op de borst; de snavel was groenachtig geel met een bleke punt; de poten en voeten waren donkerrood.

## Laatste bevestigde waarneming
De Boninduif werd in de lente van 1889 uitgestorven verklaard en de laatste waarneming was in de bossen van Nakodo-Jima, Japan.

## Voortplanting
De Boninduiven paarden meestal in de bomen of in de bossen. Hun eieren waren bijzonder kwetsbaar voor kraaien en andere natuurlijke vijanden. Normaal legden ze elk twee eieren en het duurde meestal 17 tot 19 dagen voordat de eieren uitkwamen.